# Cognin-les-Gorges
Cognin-les-Gorges – miejscowość i gmina we Francji, w regionie Owernia-Rodan-Alpy, w departamencie Isère.
Według danych na rok 1990 gminę zamieszkiwały 532 osoby, a gęstość zaludnienia wynosiła 42 osób/km² (wśród 2880 gmin regionu Rodan-Alpy Cognin-les-Gorges plasuje się na 1117. miejscu pod względem liczby ludności, natomiast pod względem powierzchni na miejscu 927.).
Przez gminę przepływa rzeka Isère. 